# Hoechst (colorante)

Hoechst 33258

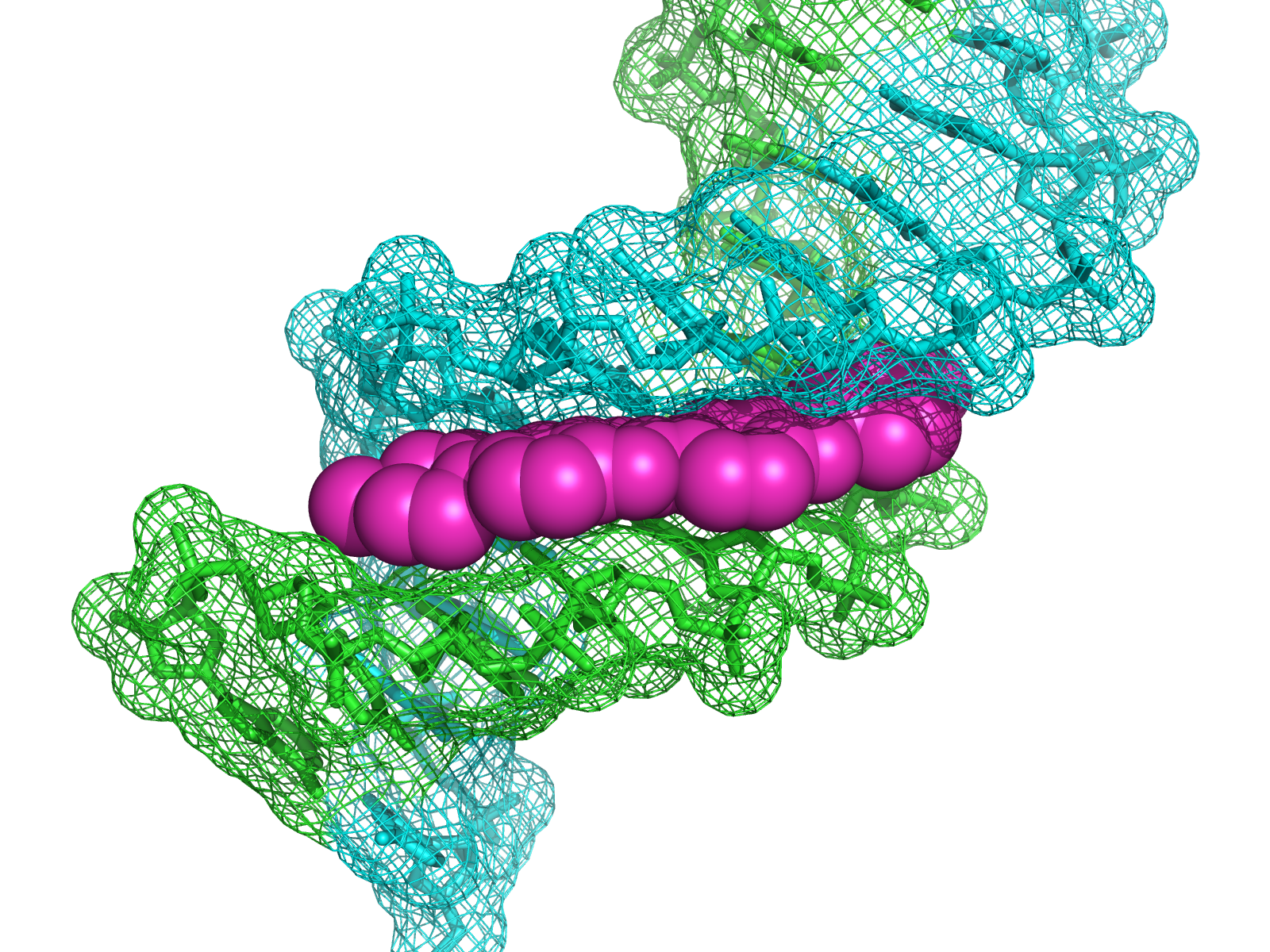
Hoechst 33258 (magenta) unido al surco menor del ADN (verde y azul). Imagen de.

El Hoechst es un colorante fluorescente de ADN empleado en la microscopía de fluorescencia y en la separación celular por citometría de flujo (FACS). Por su capacidad de tinción de ADN, también se emplea para visualizar núcleos y mitocondrias. Se emplean habitualmente dos bisbenzimidazoles muy relacionados: Hoechst 33258 y Hoechst 33342. Ambos colorantes son excitados por luz ultravioleta con una longitud de onda cercana a los 350 nm y emiten fluorescencia azul/cían con un máximo de emisión de alrededor de 461 nm. 
El Hoechst puede usarse tanto en células vivas como fijadas, y se emplean a menudo en sustitución de otro tinte de ácidos nucleicos: el DAPI. Se diferencian de éste en el grupo etilo adicional del Hoechst 33342, que le da un comportamiento más lipófilo, por lo que puede atravesar más fácilmente la membrana celular.